# Hayden Powell

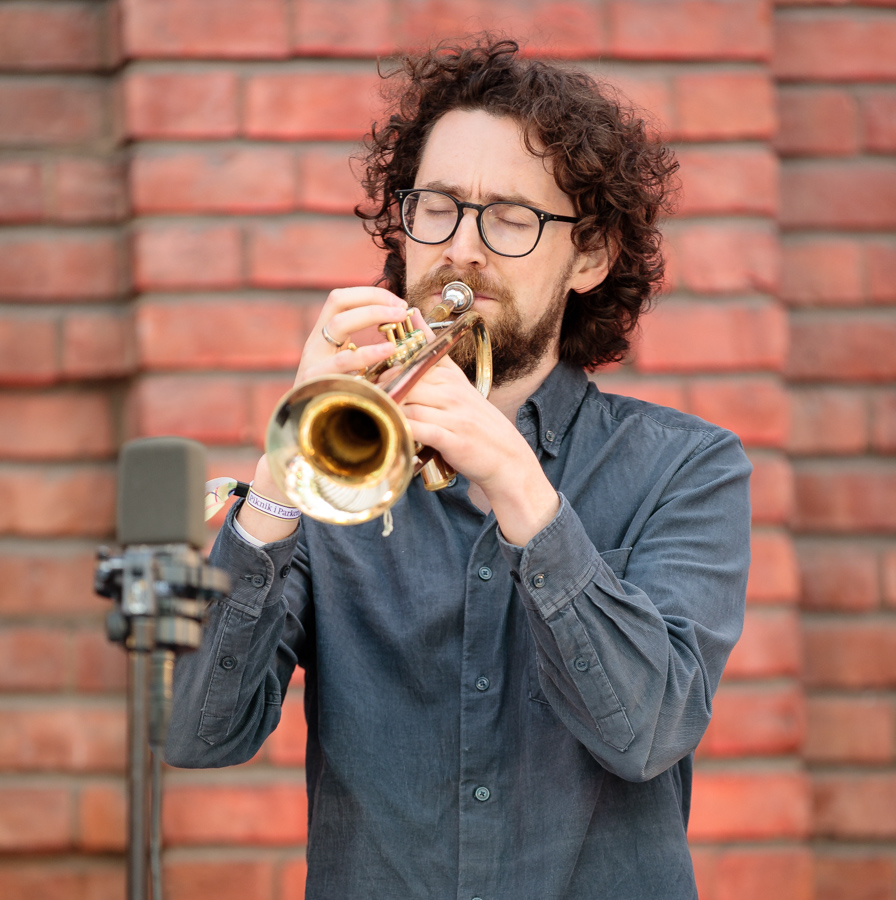
Hayden Powell (2018)
Bild: Tore Sætre

Hayden James Richard Powell (* 25. September 1983) ist ein norwegisch-britischer Jazzmusiker (Trompete und Komposition), der in Oslo lebt.

## Leben und Wirken
Powell, der zuerst in Vestnes und nach der Trennung seiner Eltern in Molde aufwuchs, studierte bis zum Bachelor 2006 Jazz am Musikkonservatorium Trondheim, um dann seine Studien bis zum Master 2011 an der Norges Musikkhøgskole fortzuführen. Bereits als Jugendlicher spielte er mit der Band Dixi, die vier Alben mit ihm vorlegte.
Dann gründete er mit Pianist Eyolf Dale und Bassist Jo Skaansar ein eigenes Trio und spielte mit Magic Pocket und dem Trondheim Jazz Orchestra. Auf dem Album Kinetic Music mit Trondheim Jazz Orchestra und Magic Pocket sind eigene Kompositionen von ihm enthalten. Weiterhin arbeitete er mit Terje Rypdal, Kenny Wheeler, Eirik Hegdal, Vigleik Storaas, Nils-Olav Johansen, Ole Morten Vågan, und Ståle Storløkken. 2011 veröffentlichte Tore Johansen auf seinem Label Inner Ear Powells Debütalbum The Attic, auf dem das Hayden Powell Trio um drei weitere Musiker zum Sextett erweitert auftritt. Zu hören ist er u. a. auch auf Maetrix vom Trondheim Jazz Orchestra und Espen Berg (2024).
Als Komponist schrieb Powell Auftragswerke für Bigbands wie die Midtnorsk Ungdomsstorband, Big Boss Band, Ett Fett Storband und Combos. Auch komponierte er eine Kurzoper, aufbauend auf der Novelle Dr Jekyll and Mr Hyde (2006), und arrangierte für das Album The Architekt von Jens Carelius. 20124 legte er das Album Undergrowth vor.

## Preise und Auszeichnungen
Powell erhielt 2006 ein Stipendium bei Moldejazz (2006). 2009 wurde er mit dem Talentpreis des Jazzfestivals Trondheim ausgezeichnet. Mit der Band Magic Pocket war er 2009/10 JazZtipendiat.

## Diskographische Hinweise
- Magic Pocket & Morten Qvenild: The Katabatic Wind (Bolage Records, 2011)
- Magic Pocket & Trondheim Jazz Orchestra: Kinetic Music (MNJ, 2011)
- The Attic (Inner Ear, 2011)
- Roots and Stems (Periskop Records, 2013)
- Circadian Rhythm & Blues (Periskop Records, 2015)